# Норт Вордел (Мисури)
Норт Вордел (енгл. North Wardell) град је у америчкој савезној држави Мисури.

## Демографија
По попису из 2000. године број становника је 170.
| Група             | 2000.       | 2010.    |
| Белци             | 168 (98,8%) | 0 (0,0%) |
| Афроамериканци    | 0 (0,0%)    | 0 (0,0%) |
| Азијати           | 0 (0,0%)    | 0 (0,0%) |
| Хиспаноамериканци | 0 (0,0%)    | 0 (0,0%) |
| Укупно            | 170         | 0        |